# Sirnagalih (Cipongkor)
Sirnagalih is een bestuurslaag in het regentschap Bandung Barat van de provincie West-Java, Indonesië. Sirnagalih telt 5653 inwoners (volkstelling 2010).